# 坎達瓦

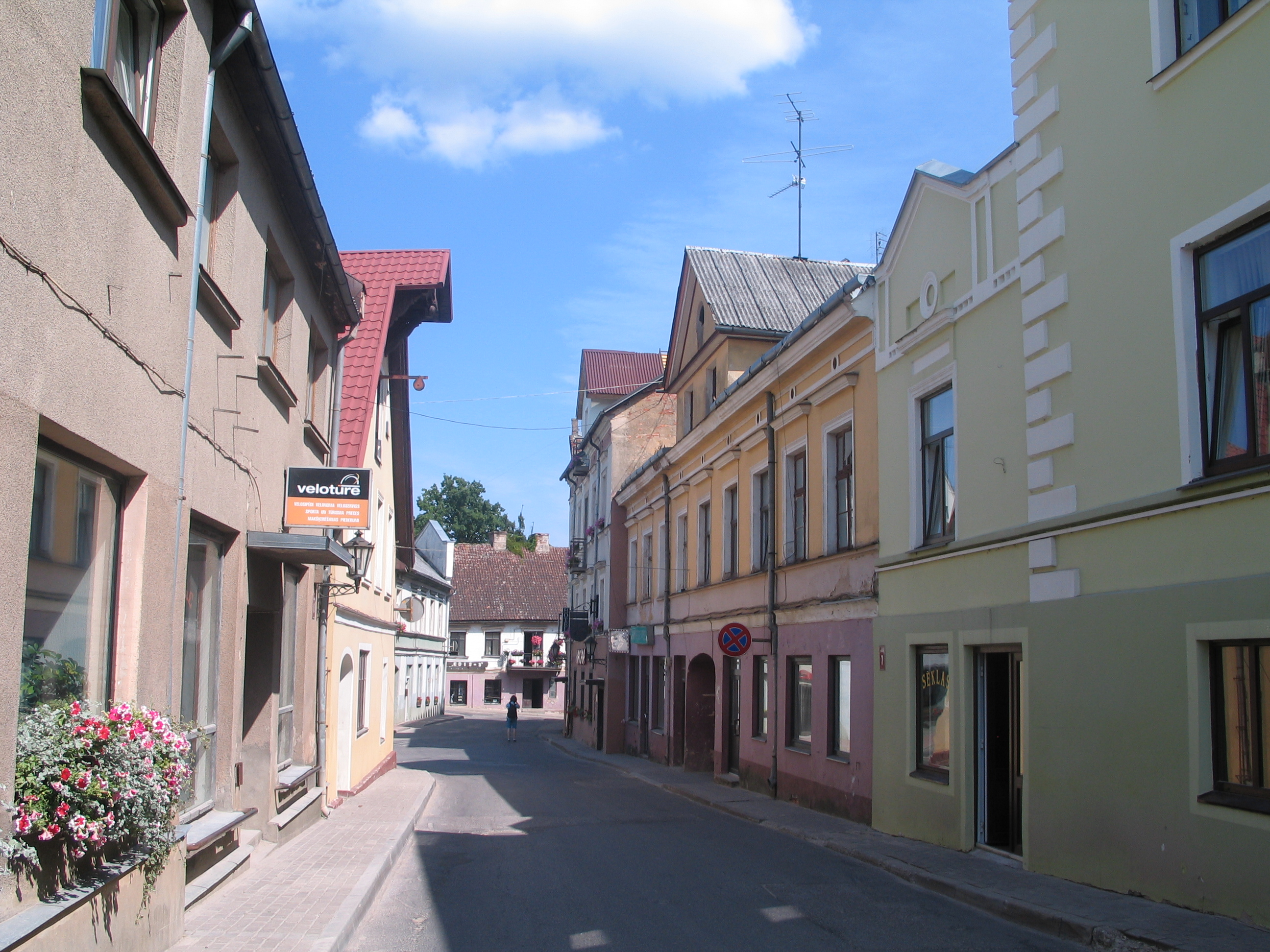
坎達瓦街景

坎達瓦是拉脫維亞圖庫姆斯市鎮内的城鎮，位於該國西部，距離首都里加95公里，面積9.50平方公里，2021年人口数量为3,336人。第一次世界大戰期間，鎮上75%居民被迫撤離。